# Šárka (Fibich)
Ne doit pas être confondu avec Šárka (Janáček) ou Šárka (Smetana).
Pour les articles homonymes, voir Šárka (homonymie).
Pour l’article ayant un titre homophone, voir Särkkä.
Šárka, opus 51, est un opéra en trois actes de Zdeněk Fibich sur un livret en tchèque d'Anežka Schulzová, son élève et amante, créé en 1897 à Prague.

## Genèse
Le compositeur écrit la partition entre le 8 septembre 1896 et 10 mars 1897. À l'époque, le public tchèque était craintif envers le compositeur et ses influences, notamment la musique de Richard Wagner. Zdenek Fibich choisit justement la légende de Šárka pour sujet de son opéra, pour essayer de retrouver une popularité nationale[réf. nécessaire]. L'opéra contient cependant toujours le style wagnerien du leitmotiv.
Le sujet, la légende bohémienne de Šárka (cs), qui apparaît dans la littérature tchèque du XIVe siècle, est lié à celui du poème symphonique Šárka, un des six poèmes du cycle Má vlast (Ma patrie) de Smetana et de l'opéra du même nom de Janáček. Le librettiste a utilisé ici comme principale source littéraire une version de 1880 de l'histoire de J. Vrchlický.

## Création
L'opéra est créé au Théâtre national de Prague le 28 décembre 1897. Šárka est l'opéra le plus populaire de Fibich et est régulièrement repris en République tchèque.

## Rôles
| Rôle    | Type de voix  | Première distribution, 28 décembre 1897 (chef d'orchestre : Adolf Čech) |
| ------- | ------------- | ----------------------------------------------------------------------- |
| Ctirade | ténor         | Bohumil Pták                                                            |
| Prémysl | baryton       | Vaclav Viktorin                                                         |
| Sarka   | soprano       | Růžena Maturová                                                         |
| Vitoraz | basse         | Vaclav Kliment                                                          |
| Vlasta  | mezzo-soprano | Anna Veverkova-Kettnerova                                               |
| Libyna  | soprano       |                                                                         |
| Svatava | soprano       |                                                                         |
| Mlada   | soprano       |                                                                         |
| Radka   | mezzo-soprano |                                                                         |
| Castava | contralto     |                                                                         |
| Hosta   | contralto     |                                                                         |

## Représentations
Il existe deux enregistrements radio d'archives (1950, 1970) et trois enregistrements commerciaux :
- Marie Podvalová (Šárka), Lubomír Havlák (ténor Ctirad), Václav Bednář (cs) (Prince Premysl), Marta Krásová (Vlasta), Milada Šubrtová (Libyna), Miloslava Fidlerová (Svatava), Jaroslava Vymazalová (Mlada), Ludmila Hanzalíková (Radka), Marie Zalabáková (Hosta), Jaroslava Dobrá (Castava) & Jaroslav Veverka (Vitoraz). Chœur et Orchestre du Théâtre National de Prague, dirigés par Zdeněk Chalabala. Supraphon 1953
- Eva Děpoltová (Šárka), Vilém Přibyl (Ctirad), Václav Zítek (baryton, Prince Premysl), Jaroslavá Janska (soprano, Libyna), Bozena Effenberkova (soprano, Svatava), Jitka Pavlová (soprano, Mlada), Anna Barová, (mezzo, Radka), Véra Bakalová (alto, Hosta), Daniela Suryova (alto, Castava), Eva Randová (mezzo-soprano, Vlasta), Josef Klán (cs) (basse, Vitoraz). Orchestre philharmonique d'État de Brno, chef de chœur de l'opéra Janáček de Brno Jan Štych. Supraphon 1978[3],[4]
- Eva Urbanová (Šárka), Janez Lotrič (ténor, Ctirad), Dalibor Jenis (Prince Premysl), Ida Kirilová (Vlasta), Simona Šaturová (Libyna), Adriana Kohútková (sk) (Svatava), Klaudia Dernerová Mlada; (mezzo) Hana Minutillo Radka; Marta Beňačková (Hosta), Adriana Hlasová (Castava) & Vladimir Kubovcik (Vitoraz). Chœur de Concert de Vienne; L'Orchestre Symphonique de la Radio de Vienne a dirigé Sylvain Cambreling. Orphée 2001 en direct[5].